# Zwara (geomorfologia)
Zwara – charakterystyczne poprzeczne obniżenie lustra wody w rzece, powstające bezpośrednio za kantem przykosy lub za innymi przeszkodami znajdującymi się w nurcie (np. pozostające pod wodą pnie, pale itp.).
Woda przepływając ponad kantem przykosy spiętrza się, zwiększa swoją prędkość i w sposób widoczny marszczy się. Na samym kancie woda nagle opada tworząc chwilowe obniżenie – zwarę, a dalej płynie już spokojnie do następnej przykosy. Podobnie dzieje się za innymi, także sztucznymi, przeszkodami.